# Hambledon Deux Ans
Hambledon Deux Ans es una  variedad cultivar de manzano (Malus domestica). 
Variedad de manzana con origen de parentales desconocido. Se originó en Hambledon, Hampshire, Inglaterra alrededor de 1750. Las frutas tienen una pulpa muy firme, de textura gruesa, bastante seca, que es un poco dulce y ligeramente ácida con un ligero sabor aromático. Propenso a la Mancha Amarga.

## Sinónimos
- "Ashridge Pine Apple",
- "Black Blenheim",
- "Blue Stone Pippin",
- "Bluestone Pippin",
- "Grahams",
- "Green Blenheim",
- "Green Kitchen",
- "Hambledon",
- "Hamilton’s",
- "Jewsams",
- "Mitchell’s Seedling",
- "Mr. Prothero",
- "Pine Apple Pippin",
- "Pudding",
- "Pudding Apple",
- "Smiling Beauty",
- "Somersetshire Deux Ans",
- "Stone’s Blenheim",
- "Winter Hillier",
- "Yorkshire Queen".[4]

## Historia
'Hambledon Deux Ans' es una variedad de manzana con origen de parentales desconocido. Surgió alrededor de 1750 en Hambledon, Hampshire Inglaterra (Reino Unido). Popular en el siglo XIX cuando se decía que todos los jardines de "Hampshire" tenían un árbol de "Deusans". Cultivado comercialmente en Kent. Todavía se puede encontrar en jardines antiguos en Hampshire y Sussex.
'Hambledon Deux Ans' se cultiva en la National Fruit Collection con el número de accesión: 1975-019 y Accession name: Hambledon Deux Ans.

## Características
'Hambledon Deux Ans' árbol de extensión erguida, de vigor moderadamente vigoroso, portador de espuela. Tiene un tiempo de floración que comienza a partir del 4 de mayo con el 10% de floración, para el 9 de mayo tiene una floración completa (80%), y para el 17 de mayo tiene un 90% caída de pétalos. Presenta vecería.
'Hambledon Deux Ans' tiene una talla de fruto grande; forma redondeada a veces cónica redonda, que puede estar torcido, y a veces acanalado, con una altura de 64.00mm, y con una anchura de 76.00mm; con nervaduras débiles a medias; epidermis de piel dura, con color de fondo verde que madura a amarillo dorado , con un sobre color rojo, importancia del sobre color bajo, y patrón del sobre color chapa / rayas, presentando un rubor rojo oscuro que madura a naranja y cubre alrededor de tres cuartos de la manzana, a menudo con rayas rojas y manchas de "russeting" grisáceo, "russeting" (pardeamiento áspero superficial que presentan algunas variedades) muy bajo; cáliz pequeño y cerrado, colocado en una cuenca de profundidad media y anchura media; pedúnculo muy corto y se encuentra en una cavidad poco profunda, ancha y con un ligero "russeting"; carne es de color crema verdoso, de grano grueso, firme y seco. Sabor dulce y sabroso, enérgico.
Listo para cosechar a principios de octubre. Se conserva bien durante cinco meses en cámaras frigoríficas.

## Progenie
'Hambledon Deux Ans' es el Parental-Padre de la variedades cultivares de manzana:
- Caudal Market.[4]

## Usos
Se utiliza principalmente para cocinar. Hace una salsa de color amarillo dorado dulce y sabrosa. También se puede utilizar en pasteles y tartas, manteniendo bien su forma.